# Attilio Deffenu
Attilio Deffenu (Nuoro, 28 dicembre 1890 – Fossalta di Piave, 16 giugno 1918) è stato un giornalista italiano, esponente del sindacalismo rivoluzionario e dell'autonomismo sardo.

## Biografia
Nato da Giuseppe, commerciante e presidente della Società Operaia di Nuoro, e da Giovanna Sechi, sin da giovane matura simpatie socialiste. A Sassari per compiere gli studi liceali, inizia a collaborare con la rivista socialista locale La Via. Tre anni dopo, nel 1908 si iscrive nella facoltà di giurisprudenza dell'Università di Pisa, dove sotto l'influenza del sindacalismo di Arturo Labriola e Enrico Leone frequenta gli ambienti anarchici toscani. È totale l'inconciliabilità di vedute col socialismo riformista.
La vicinanza teorica col sindacalismo di Sorel emerge dalla sua tesi di laurea dal titolo La teoria marxista della concentrazione capitalista (1912). 
Dopo una collaborazione con la rivista anarchica "Il Pensiero", scrive per il "Giornale d'Italia", sotto lo pseudonimo di Elia Spina pubblica diversi articoli sulla situazione politica e economica sarda. Nel 1910 fonda con Davide Cova la rivista "Sardegna", illustrata dal pittore Mario Delitala.
Partecipa alla prima guerra mondiale nella Brigata Sassari e muore a 27 anni.
Nel 1953 viene costruita in suo onore la prima scuola superiore pubblica (Istituto tecnico commerciale geometri) nella cittadina di Olbia, l'attuale stabile scolastico è stato costruito nel 1990 in Via Vicenza 63.